# Joy Villa
Pour les articles homonymes, voir Villa.
Joy Angela Villa, née le 25 avril 1986 à Orange (Californie), également connue sous son nom de scène de Princess Joy Villa, est une chanteuse, auteure-compositrice-interprète et actrice américaine.

## Biographie
Ses parents sont le révérend Joseph et Mildred Angela Pierce Villa, elle est d'ascendance Italienne d'Argentine et afro-américaine, nord-amérindienne (Chactas). 
Son grand-oncle maternel est le vocaliste de jazz Kenny Hagood. Joy est scolarisée à Lompoc High School.
Villa se déclare contre l'avortement et l'immigration illégale. Lors de la cérémonie des Grammy Awards 2019, elle porte une robe en soutien à la construction du mur à la frontière avec le Mexique.